# 曹溶
曹溶（1613年—1685年），字洁躬，號秋岳，晚號倦圃、锄菜翁、金陀老人，浙江嘉興府秀水县人，明末清初政治人物、藏书家，同進士出身。

## 生平
生於萬曆四十一年（1613年），崇禎九年（1636年）舉浙江鄉試第三名，崇祯十年（1637年）聯捷丁丑科第三甲第三名，工部观政，本年六月授行人，十二年顺天同考，壬十五年考选河南道監察御史。十六年被革职。
明亡仕清，仍為河南道御史，順治元年（1644年）六月提督順天學政。三年三月升太僕寺少卿，七月因滥送贡监学生，被降调革职。順治十年重新起用，十月赴京仍任原官，十一年七月升太常寺少卿、提督四译馆，改通政使司左通政，十二年三月升都察院左副都御史，六月升戶部右侍郎，十月外任廣東左布政使，十一月被降二级，仍赴布政任。十三年九月以浮躁降一级调用，左遷至山西陽和道。與钱谦益、吴伟业、龚鼎孳、陈之遴並列“江浙五不肖”。曹溶歷仕明清兩朝，雖為貳臣，卻與明遺民顧炎武、屈大均交往甚密，並幫助傅山化解官司。顾炎武与曹溶交情笃厚，《静惕堂诗集》收有曹溶酬赠顾炎武的九题十一首诗。顺治十三年，朱彝尊曾於为曹溶广东布政使的幕僚，其后又随曹溶至山西大同。康熙五年（1666年）六月，曹溶时任山西按察副使，與顾炎武至雁门访李因笃。康熙六年（1667年）秋，告老辭官，從此不再涉入仕途，曾被舉博學鴻詞科而不就。喜好宋元文人集，收藏甚廣，築有“靜惕堂”。朱彝尊《竹垞诗话》称曹溶“博征文献，集三百年名公卿手书墨迹，装璜成册，多至七百家。”晚年自号锄菜翁，筑室范蠡湖。康熙二十四年（1685年）卒。

## 著作
- 《流通古书约》
- 《流通图书约》：此為中国藏书史上重要文献。
- 《曹秋岳先生尺牘》
- 《崇禎五十宰相傳》一卷[6]
- 《倦圃蒔植記》

## 家族
曾祖曹志道，选贡教授；祖曹仲华，莱州卫经历；父曹遵可。